# 吉田神社

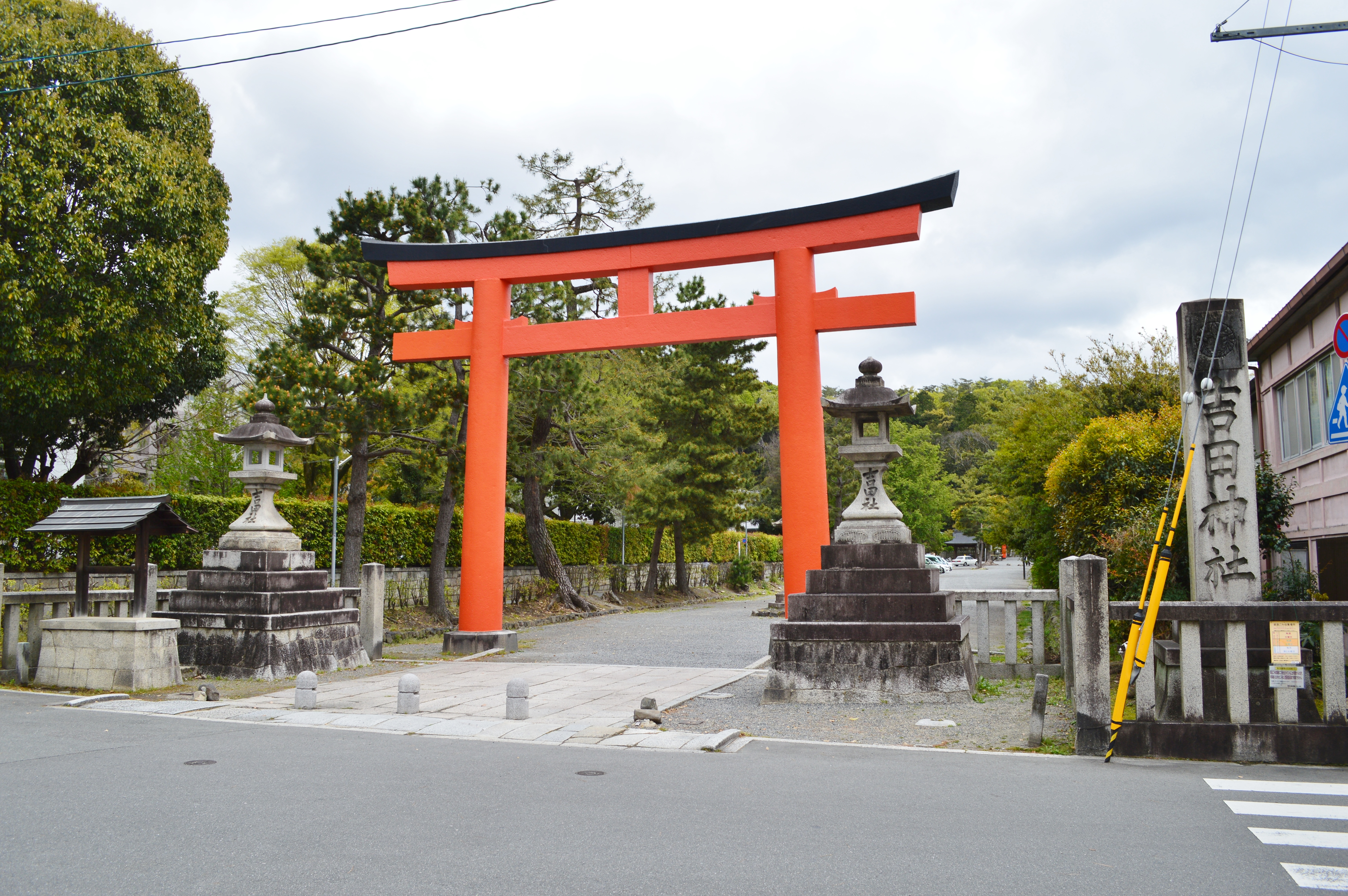
鳥居

吉田神社（よしだじんじゃ）は、京都市左京区吉田神楽岡町にある神社。吉田山に位置する。二十二社（下八社）の一社。旧社格は官幣中社で、現在は神社本庁の別表神社。

## 祭神
祭神は次の4柱（「春日神」と総称）で、勧請元の春日大社と同じ。（）内の漢字は春日大社での表記。
- 建御賀豆智命（たけみかづちのみこと、武甕槌命）
- 伊波比主命（いわいぬしのみこと、経津主命）
- 天之子八根命（あまのこやねのみこと、天児屋根命）
- 比売神（ひめのかみ）

## 歴史
貞観元年（859年）、藤原山蔭が一門の氏神として奈良の春日大社四座の神を勧請したのに始まる。後に、平安京における藤原氏全体の氏神として崇敬を受けるようになった。『延喜式神名帳』への記載はない（式外社）が、永延元年（987年）より朝廷の公祭に預かるようになり、正暦2年（991年）には二十二社の前身である十九社奉幣に加列された。
鎌倉時代以降は、卜部氏（後の吉田家）が神職を相伝するようになった。室町時代末期の文明年間（1469年 - 1487年）には吉田兼倶が吉田神道（唯一神道）を創始し、その拠点として文明16年（1484年）、境内に末社斎場所大元宮を建立した。近世初めには吉田兼見が、かつて律令制時代の神祇官に祀られていた八神殿（明治5年に宮中に遷座した）を境内の斎場に移し、これを神祇官代とした。
江戸時代に入ると社領は590石であったが、寛文5年（1665年）、江戸幕府が発布した諸社禰宜神主法度により、吉田家は全国の神社の神職の任免権（神道裁許状）などを与えられ、幕末に至るまで神道界に大きな権勢を誇っていた。
しかし、時代が明治になると神道裁許状の特権は剥奪された。やがて、国家神道によって神社界は伊勢神宮がその中心となってしまい、吉田神社は官幣中社に列せられたとはいえ、ごく普通の神社となってしまった。また、それまで吉田神道の中核をなしていた斎場所大元宮は単なる末社とされてしまった。
1948年（昭和23年）に神社本庁の別表神社に加列されている。

## 大元宮

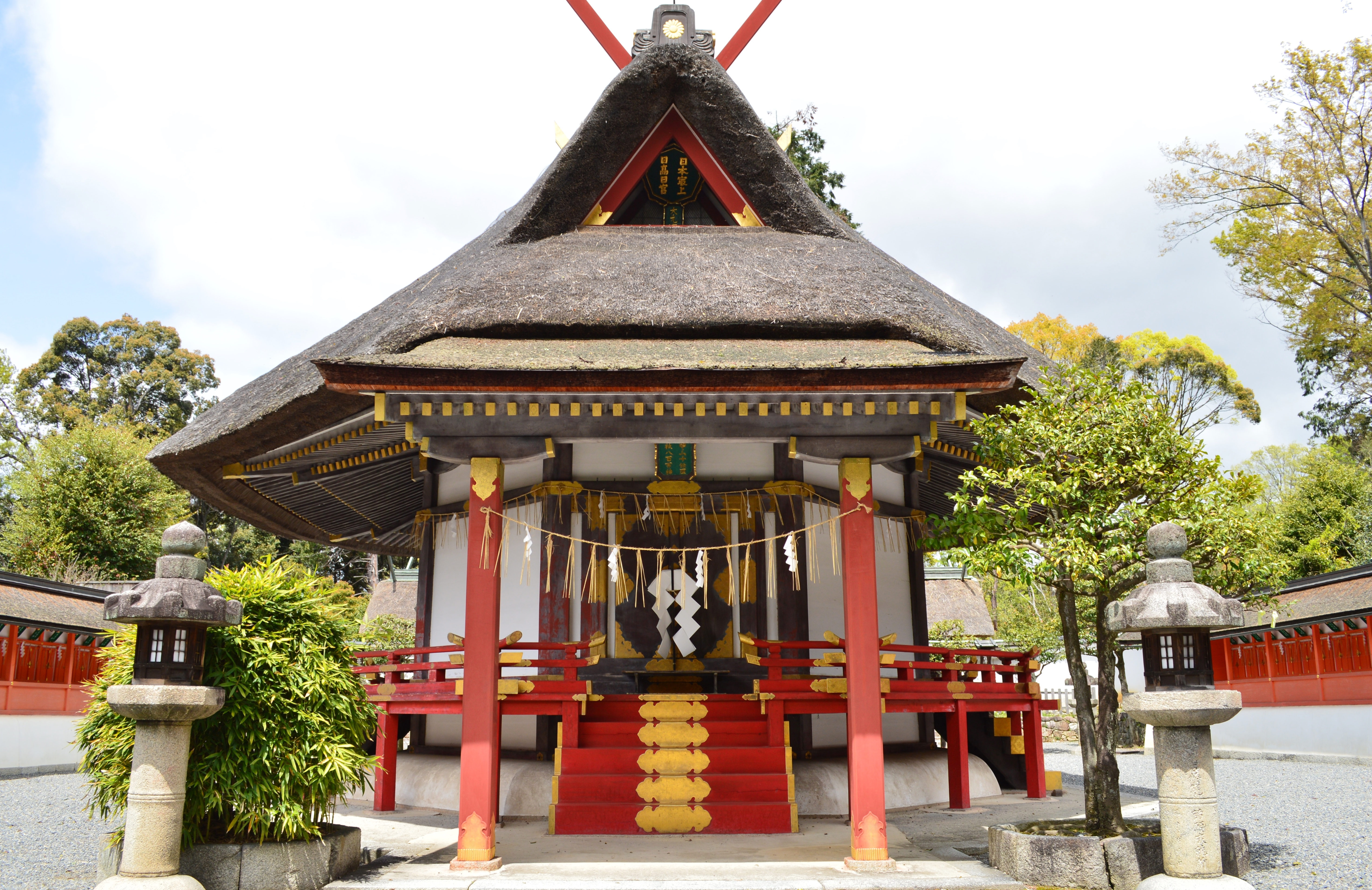
斎場所大元宮

正式には「斎場所大元宮」（さいじょうしょだいげんぐう）という吉田神社の末社である。重要文化財。現代ではいくつかある末社のうちの一つの扱いであるが、明治に入るまでは吉田神社の信仰の中心であった。
吉田兼倶は文明年間に森羅万象の起源であり、また宇宙の根元神である虚無太元尊神（そらなきおおもとみことかみ）を祀る吉田神道（唯一神道）を考え、大成すると、室町にあった自邸に虚無太元尊神を祀る社・大元宮を建て、その祭祀を行い始めた。そして、兼倶はいよいよ吉田神道を目に見える形にして一般に広めようとし、また本格的に伊勢神宮を含む全国の神社を吉田神社の統制下に置こうと考え始めた。
そこに、日野富子などからの寄付もあって、文明16年（1484年）に吉田神社の現在地に新たな社・斎場所大元宮を創建すると、11月24日に自邸から虚無太元尊神を遷座した。
主祭神虚無太元尊神の周りには、その虚無太元尊神の作用によって生じた天神地祇八百万大神の他、全国の神々を祀っている。この大元宮を拝むことは日本中の全ての神社を拝んだことに等しいとし、神社自体の格も伊勢神宮よりも上であるとした。
まさに吉田神道の考えをそのまま形に表した吉田神道の根元殿堂といえる。
さらに、天正18年（1590年）には後陽成天皇の勅命により、かつて神祇官で祀られていた天皇の守護神である祭神8座（神産日神・高御産日神・玉積産日神・生産日神・足産日神・大宮売神・御食津神・事代主神）を祀る八神殿を、神祇官の衰退に伴い大元宮の後方に遷座して祀ることとなった。
しかし、明治となり1872年（明治5年）に八神殿は皇居に移された。それ以降は、天皇家の祖先である天照皇大神を直接祀る伊勢神宮こそが日本で最上位の神社であるという国家神道が勢いを増す中で吉田神道の勢いは衰えを見せ、現在では大元宮は吉田神社のいち末社の扱いを受けるにいたっている。

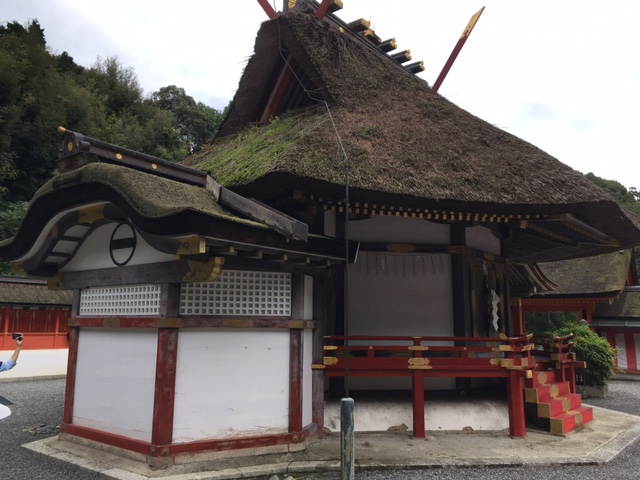
社殿背面
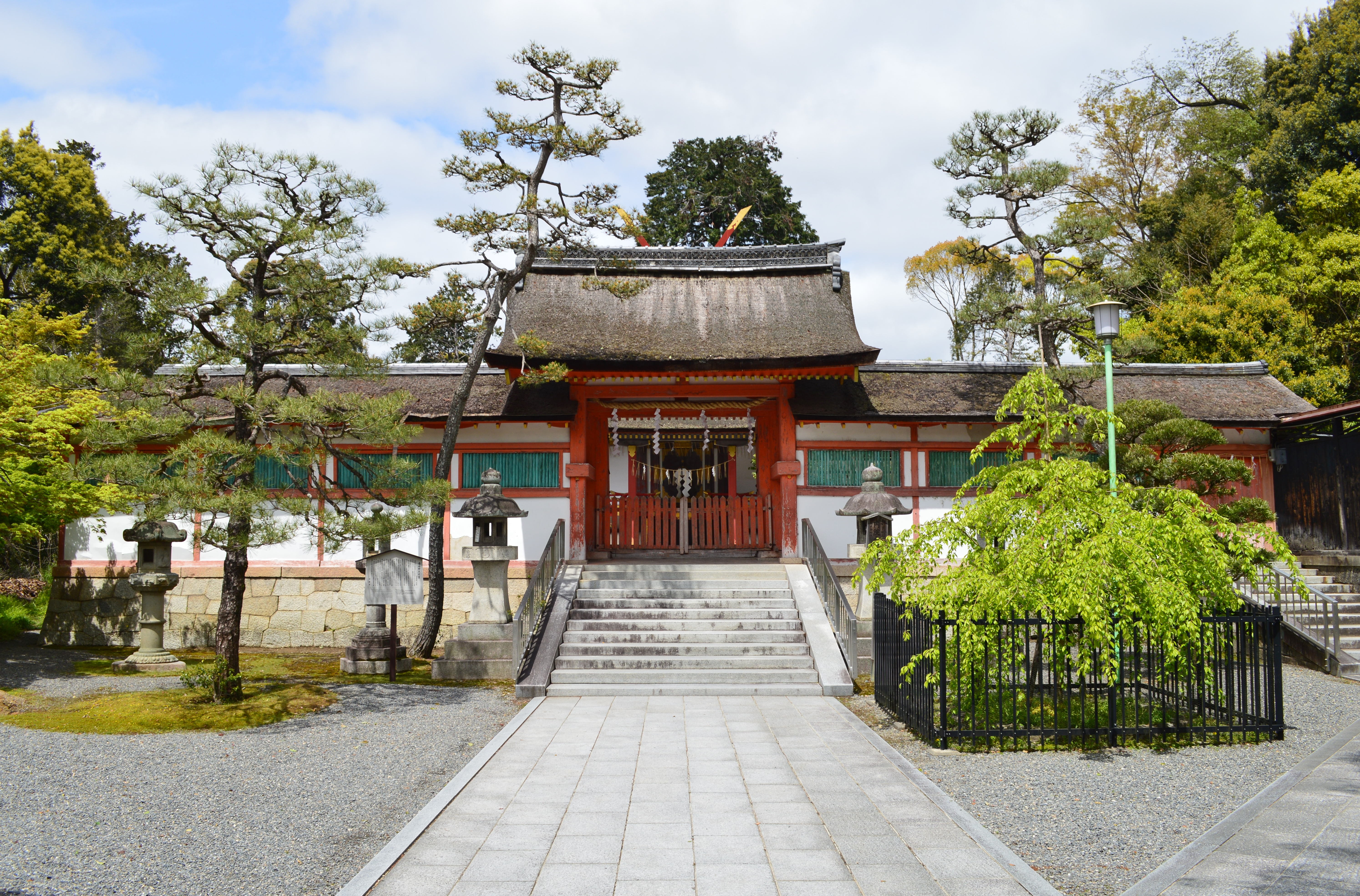
中門（京都府指定文化財）
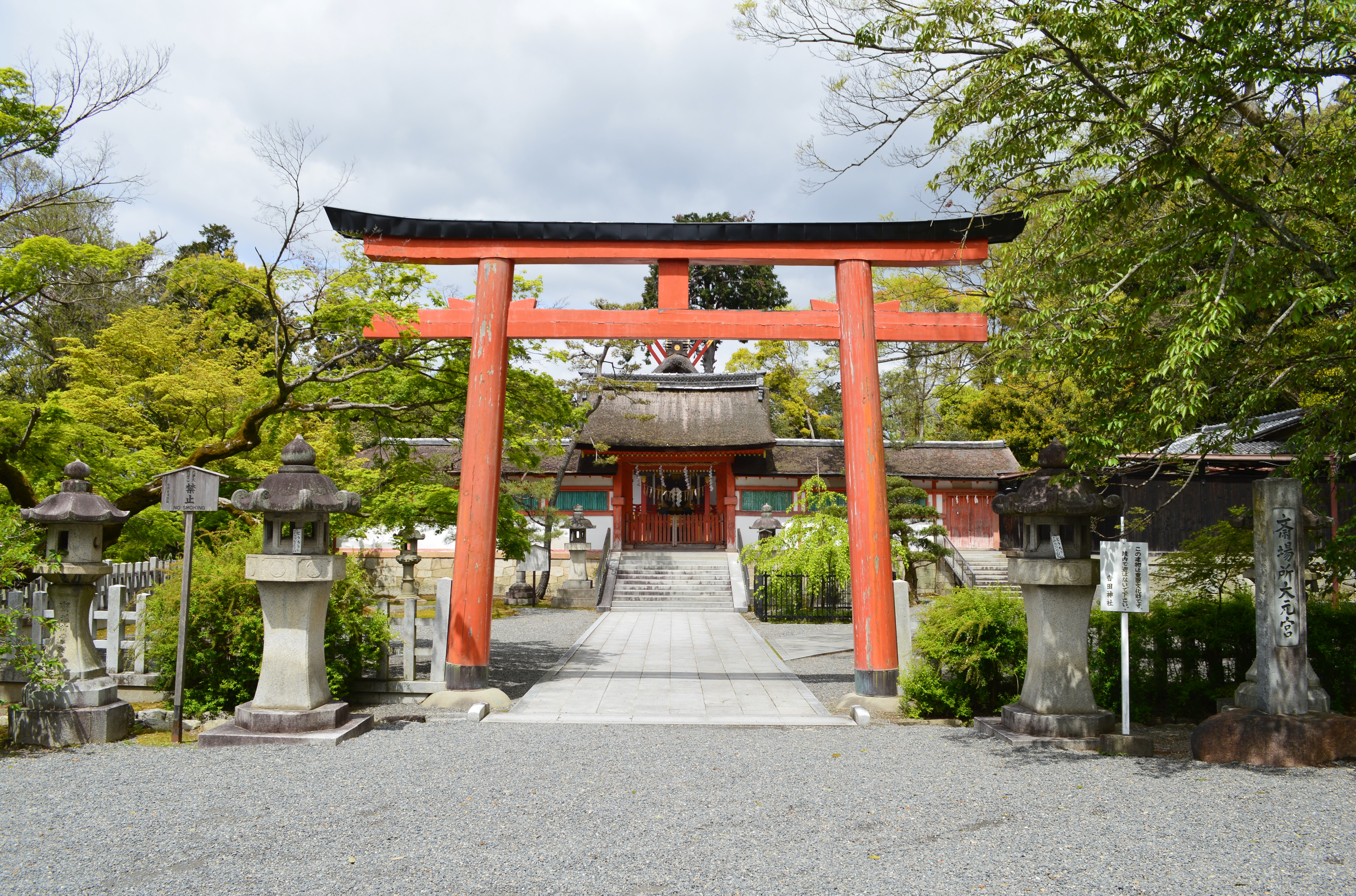
鳥居

## 境内
- 本殿 4棟
  - 本殿第一殿（京都府指定有形文化財）
  - 本殿第二殿（京都府指定有形文化財）
  - 本殿第三殿（京都府指定有形文化財）
  - 本殿第四殿（京都府指定有形文化財）
- 拝殿
- 御廊（京都府指定有形文化財）
- 中門（京都府指定有形文化財）
- 舞殿
- 直会殿
- 着到殿

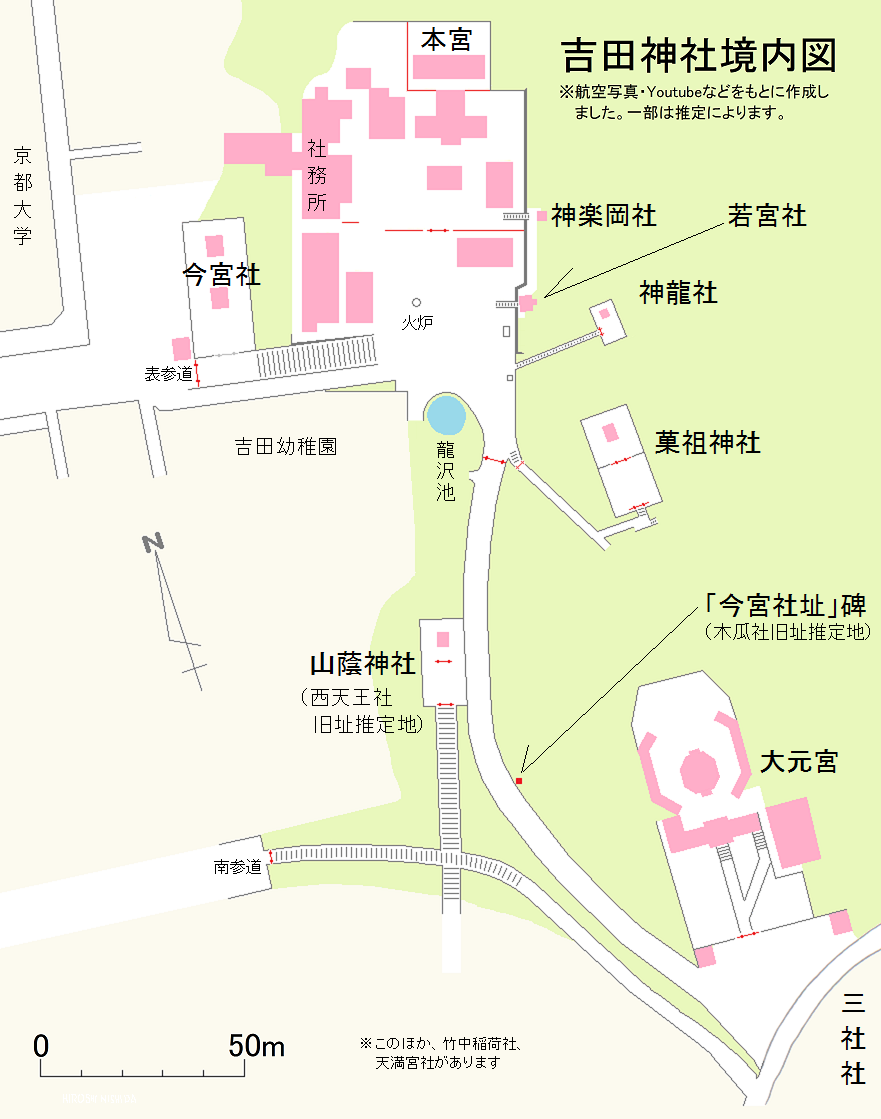
境内図

- 社務所-京都大学吉田キャンパスに近い影響で多くの受験生が合格祈願に参拝していたが、「吉田神社に参拝すると京都大学に落ちる」というジンクスが流行したため、現在では参拝者は事情を知らない地方の受験生に限られる。
- 参集殿
- 竜沢池（たつざわのいけ） - 境内南に位置する。奈良の猿沢池を真似てつくられた池で、大正末年まで雨乞い神事が行われていた[2]。
- 太元講社郷土資料館
- 吉田幼稚園

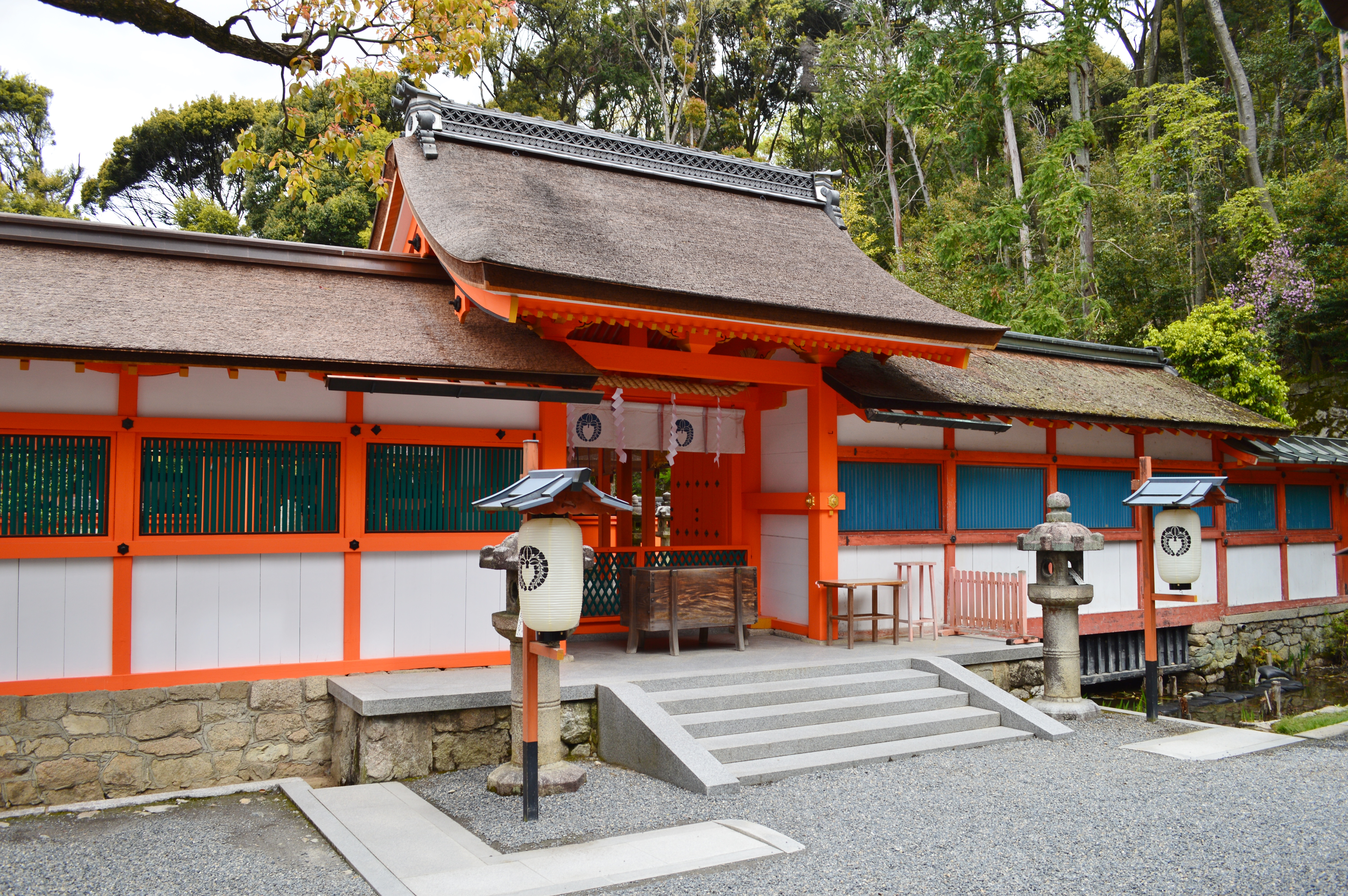
中門（京都府指定文化財）
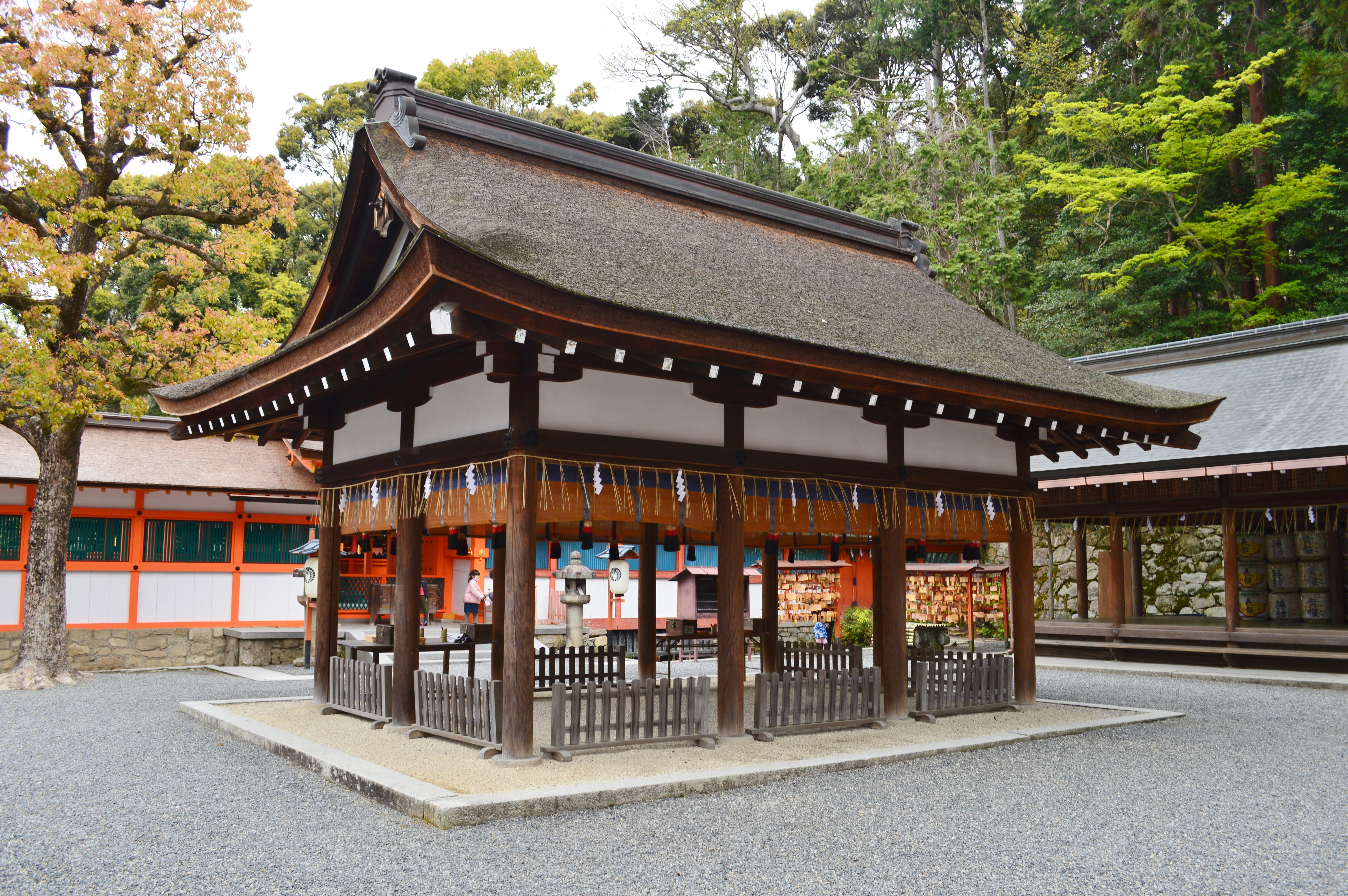
拝殿
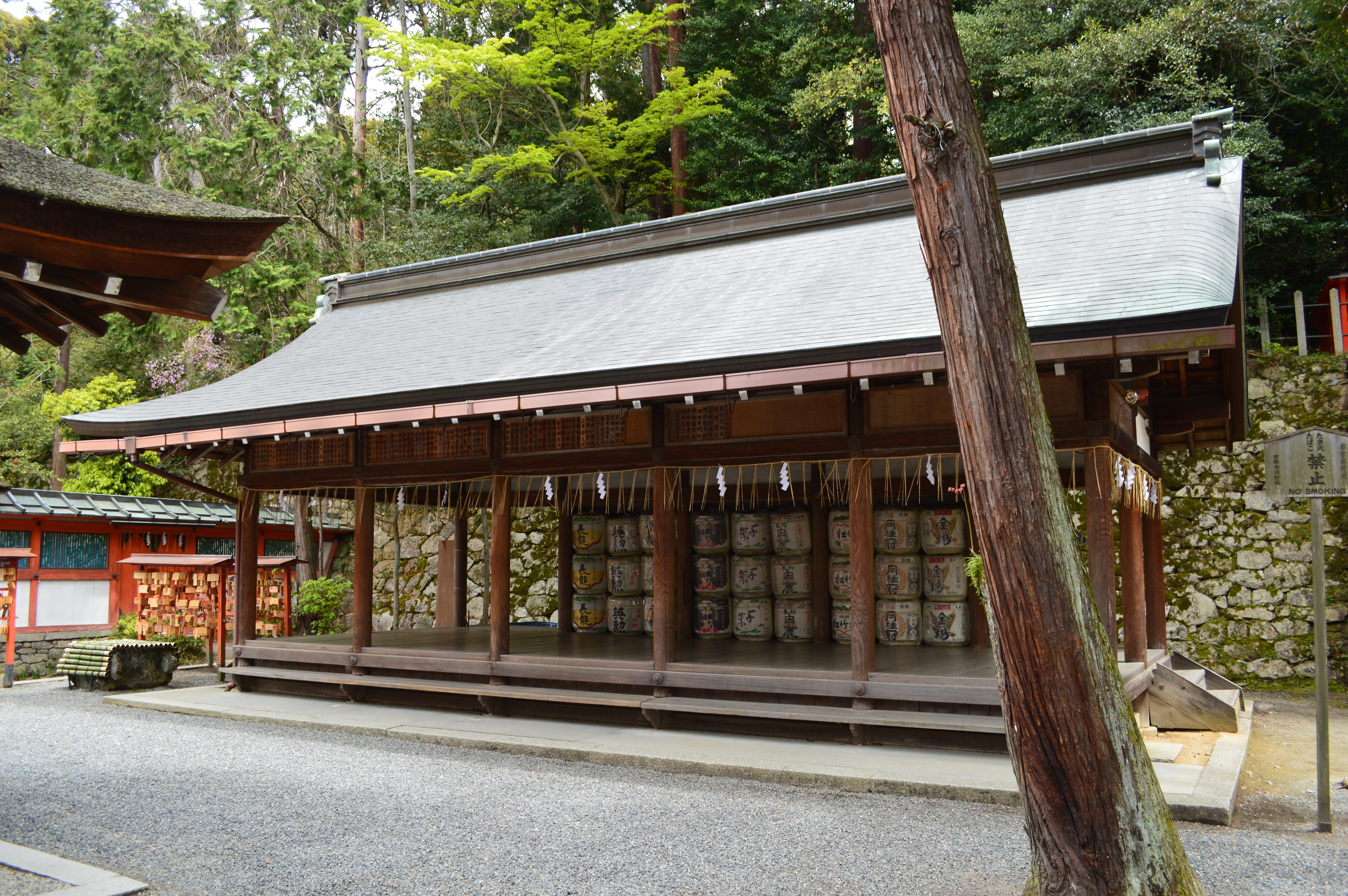
直会殿
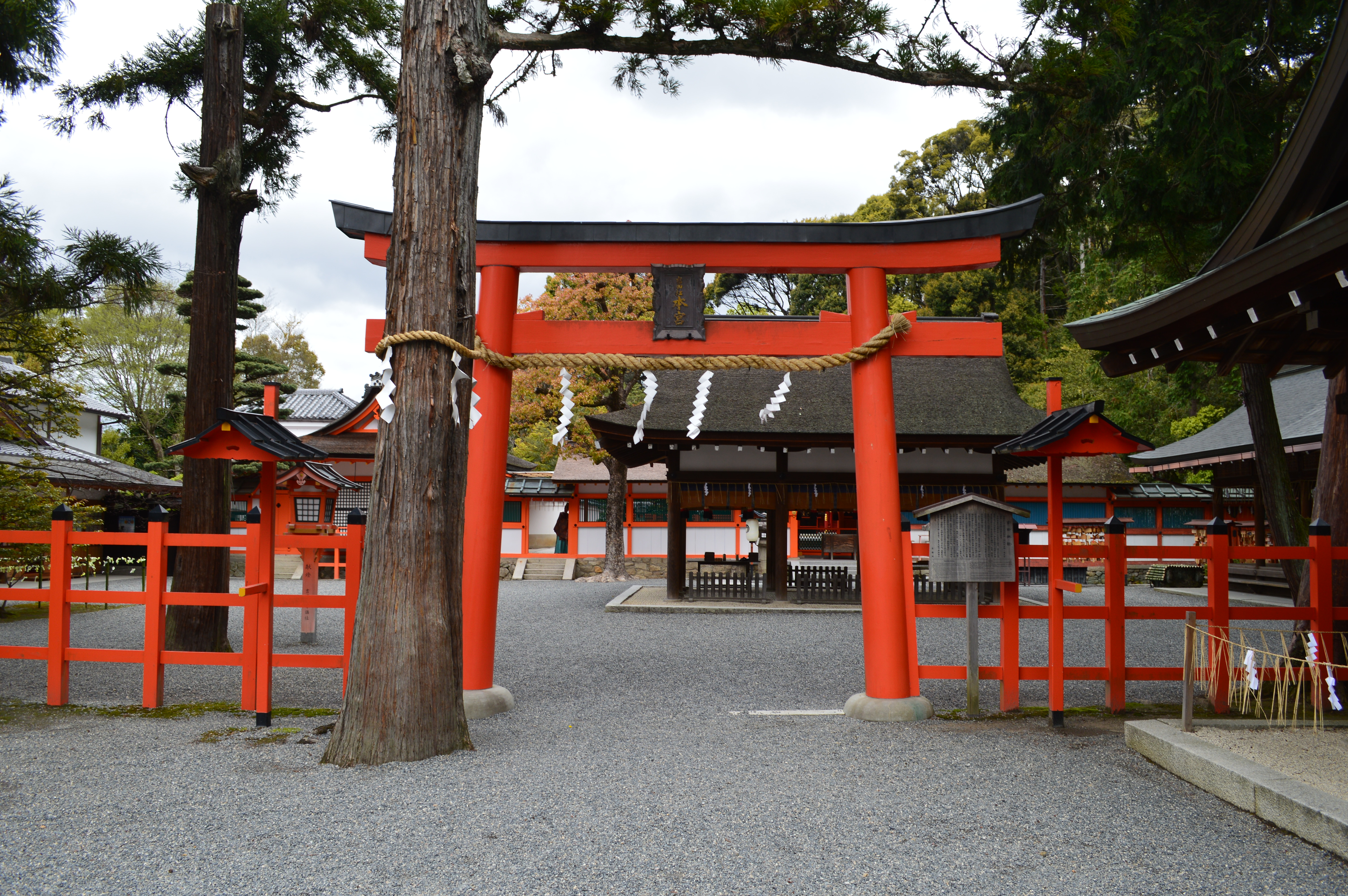
境内鳥居
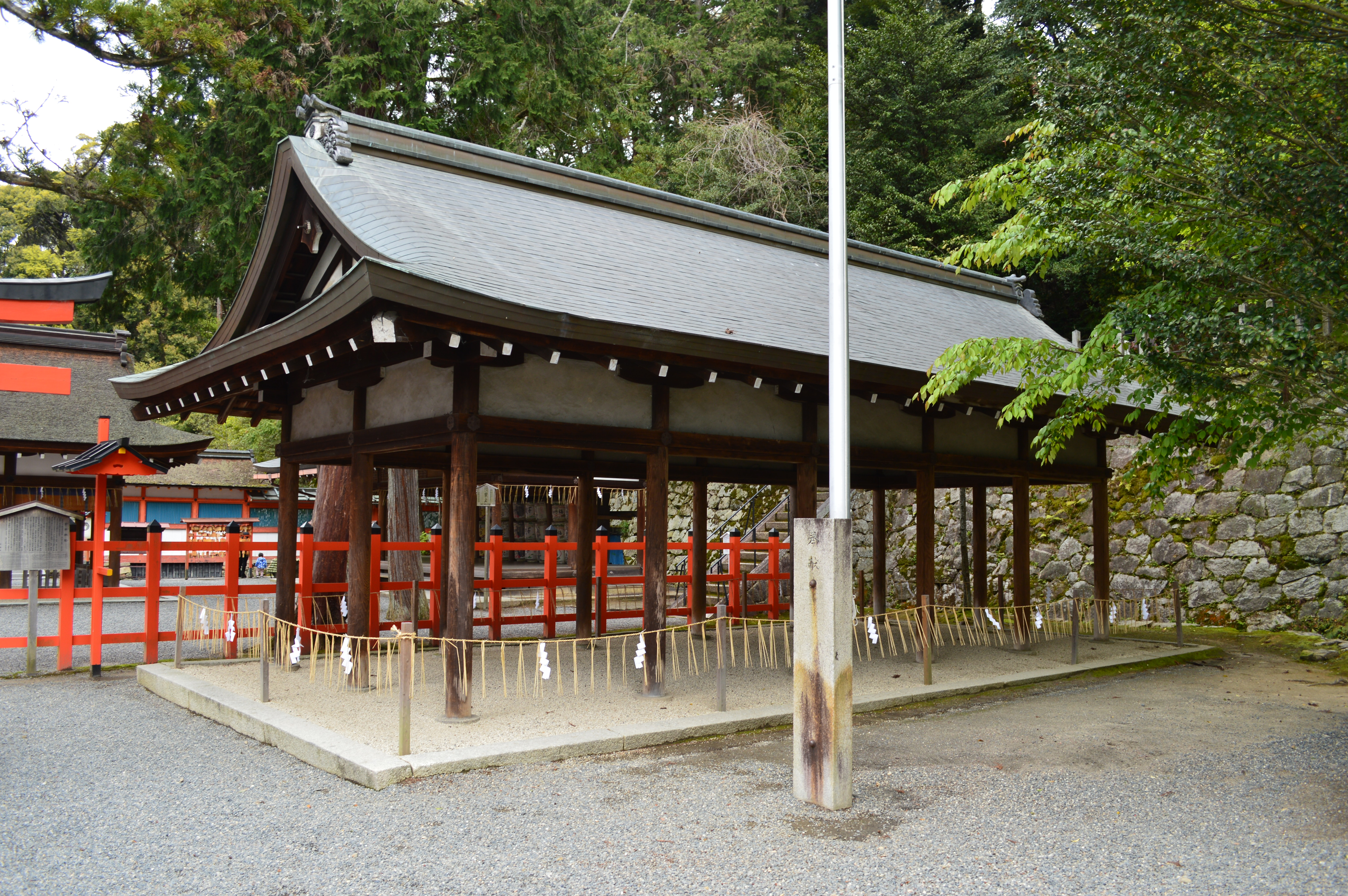
着到殿
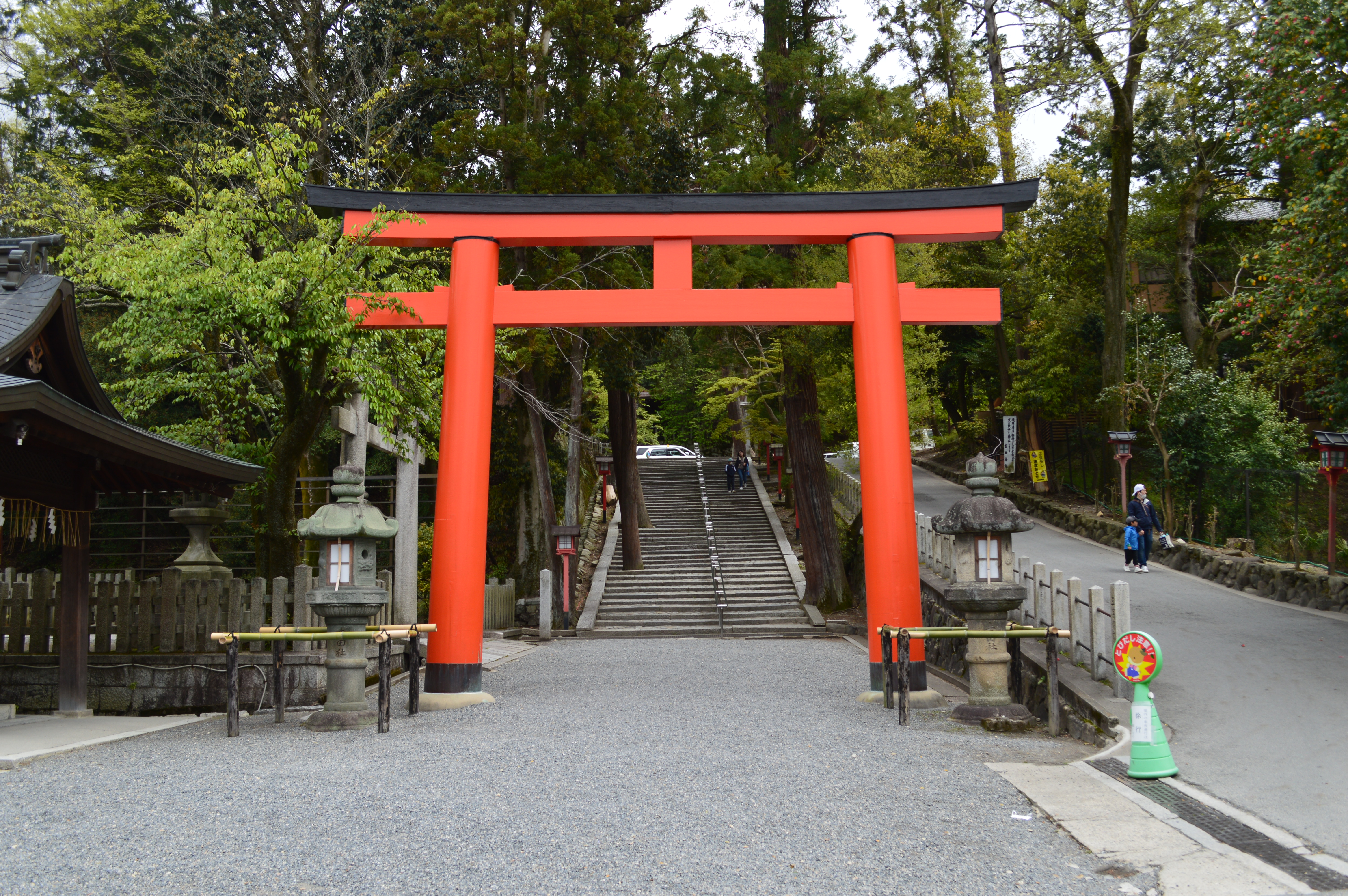
鳥居

## 摂末社

### 摂社

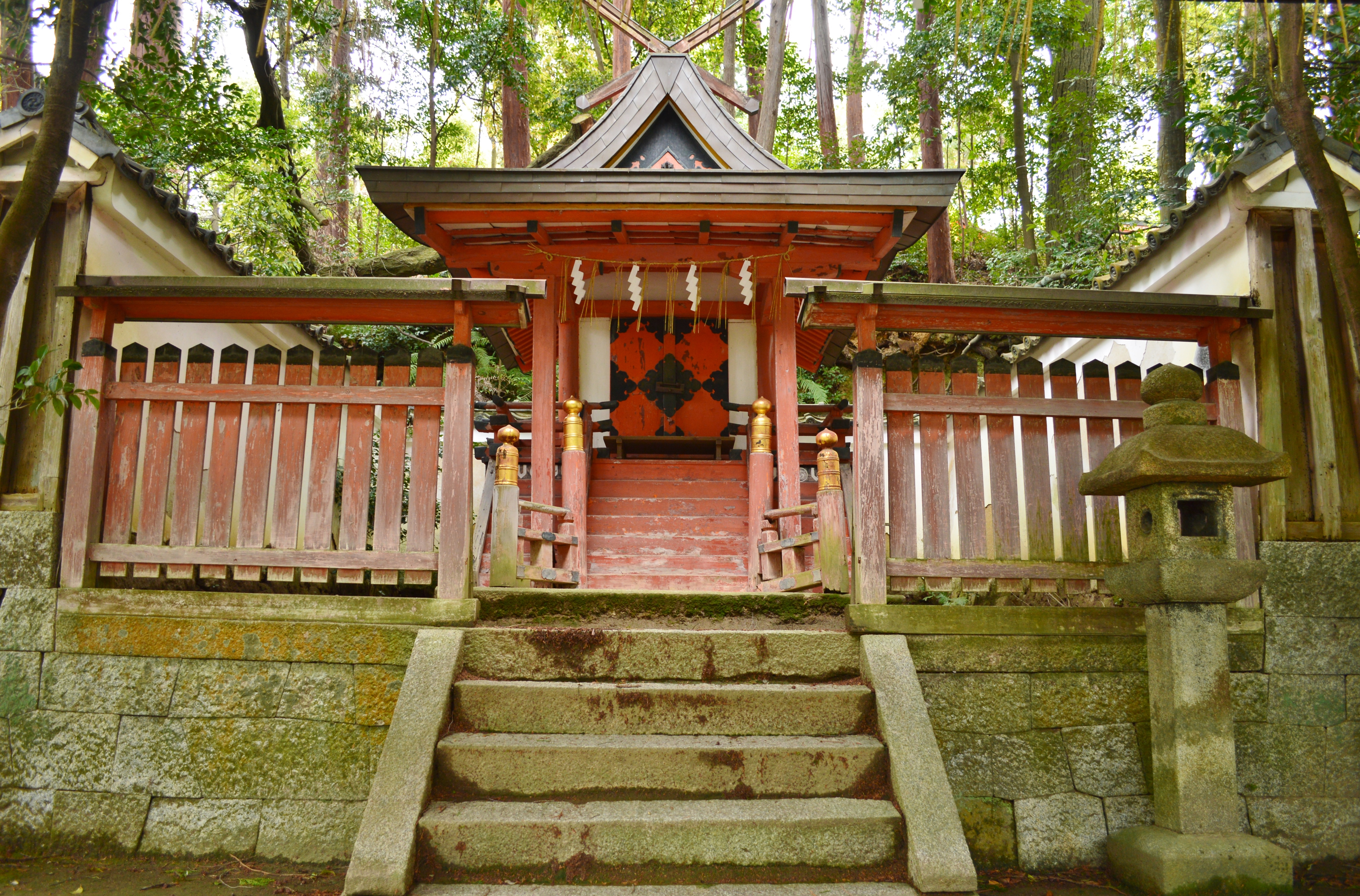
若宮社（京都府指定文化財）

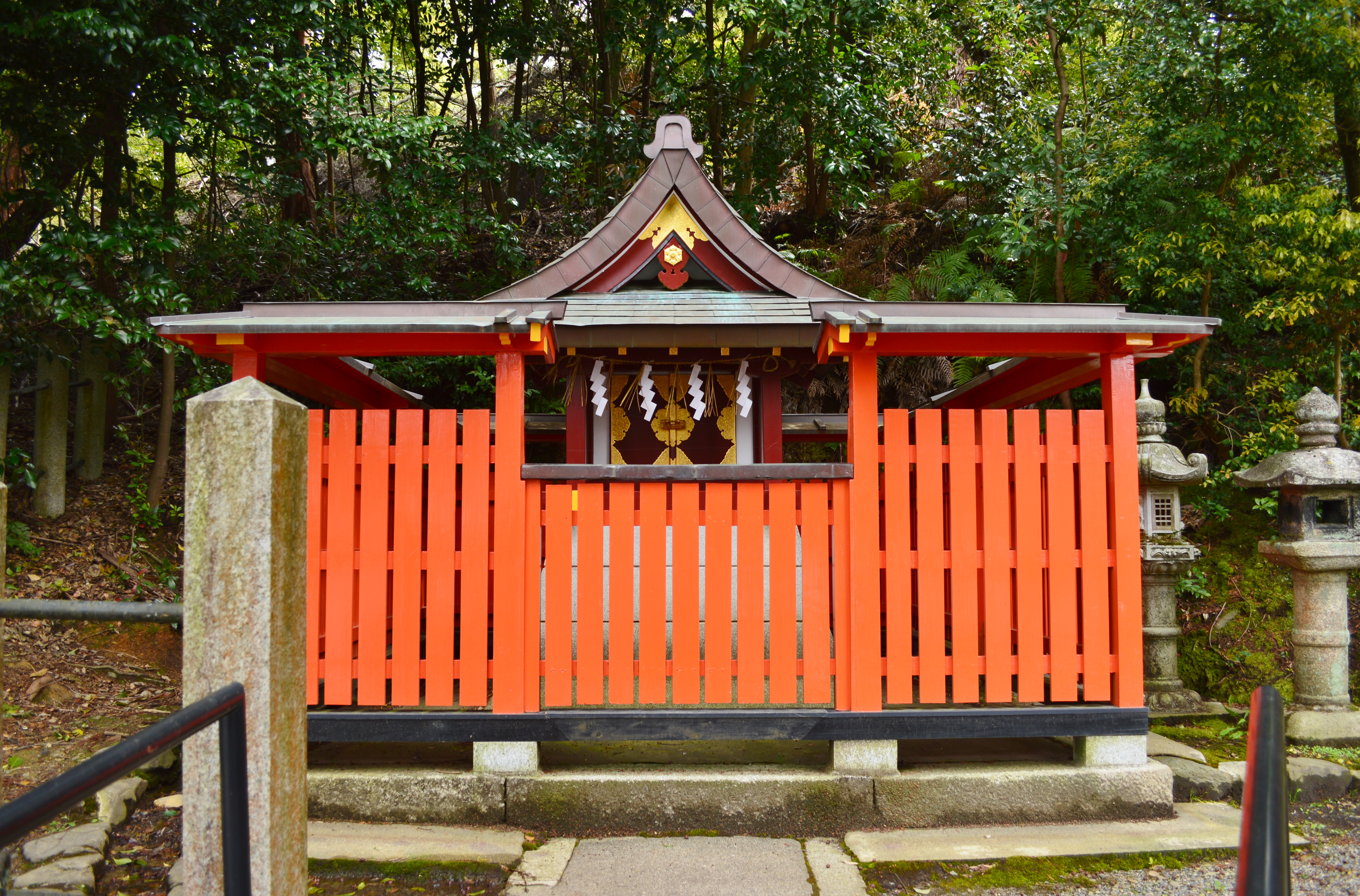
神楽岡社

- 若宮社
  - 祭神：天忍雲根命

春日大社にも天忍雲根命を祀った若宮神社が鎮座する。本殿は京都府指定有形文化財。拝殿がある。
- 神楽岡社
  - 祭神：大雷神、大山祇神、高龗神（2文字目は「雨」の下に「口口口」、その下に「龍」）

地域の地主神であり、雷除の神とされている。鎮座年代は明らかではないが、『延喜式神名帳』に記載のある「霹靂神」だと言われる[3]。例祭は9月23日で神幸祭が10月最終日曜に行なわれる。

### 末社
- 斎場所大元宮（さいじょうしょだいげんぐう）
  - 祭神：天神地祇八百万神
  - 延喜式内社全3,132座の天神地祇八百万神を祀る。八角形の本殿に六角の後房を付けた極めて特異な形状をしており、重要文化財に指定されている。慶長6年（1601年）の再建。中門は京都府指定有形文化財。
    - 中門
    - 東神明社 - 祭神：天照皇大神
    - 西神明社 - 祭神：豊宇氣比売神
    - 東諸神社・西諸神社 - 祭神：全国68か国の式内社全3132座
    - 八神殿跡

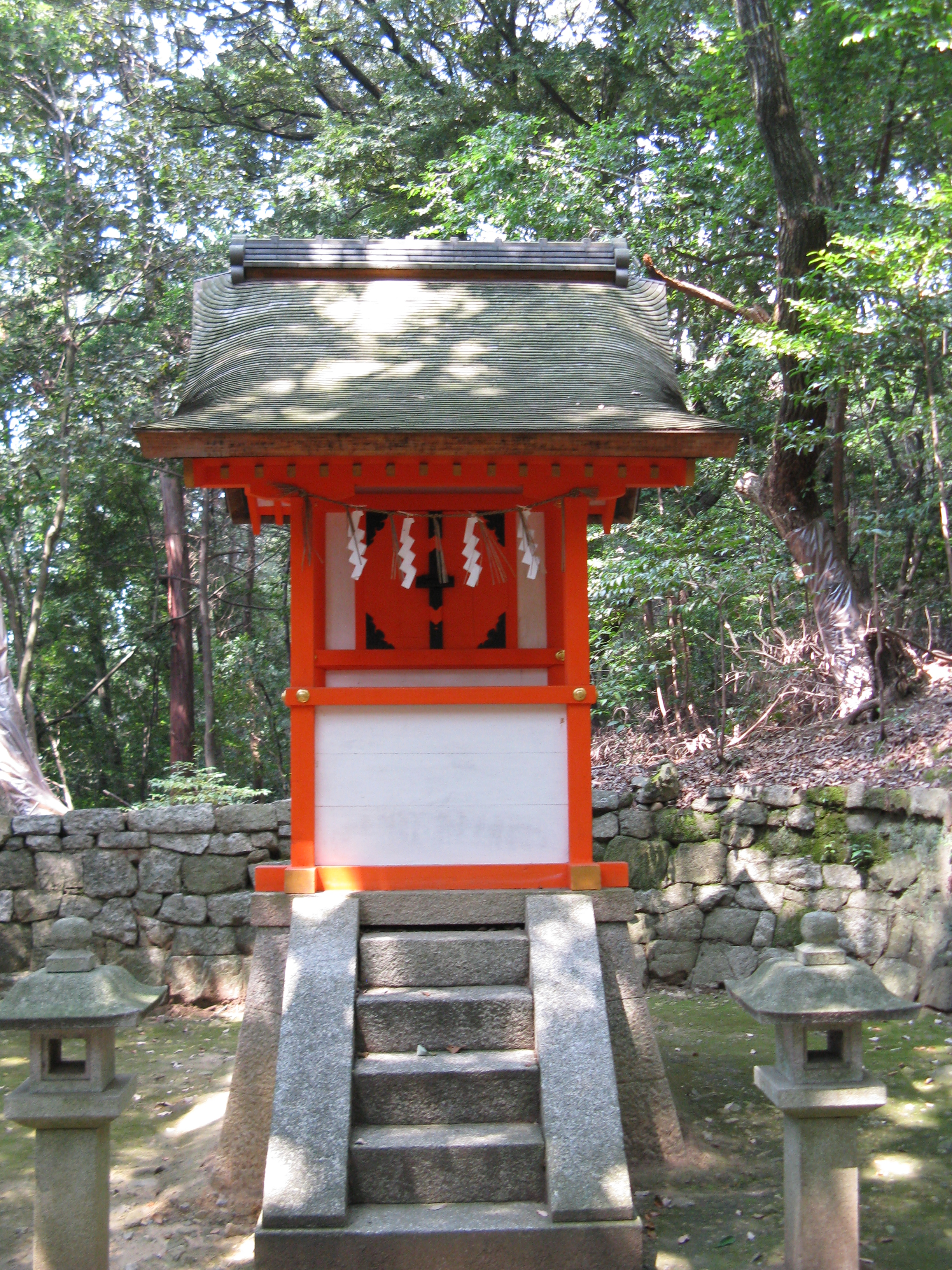
神龍社
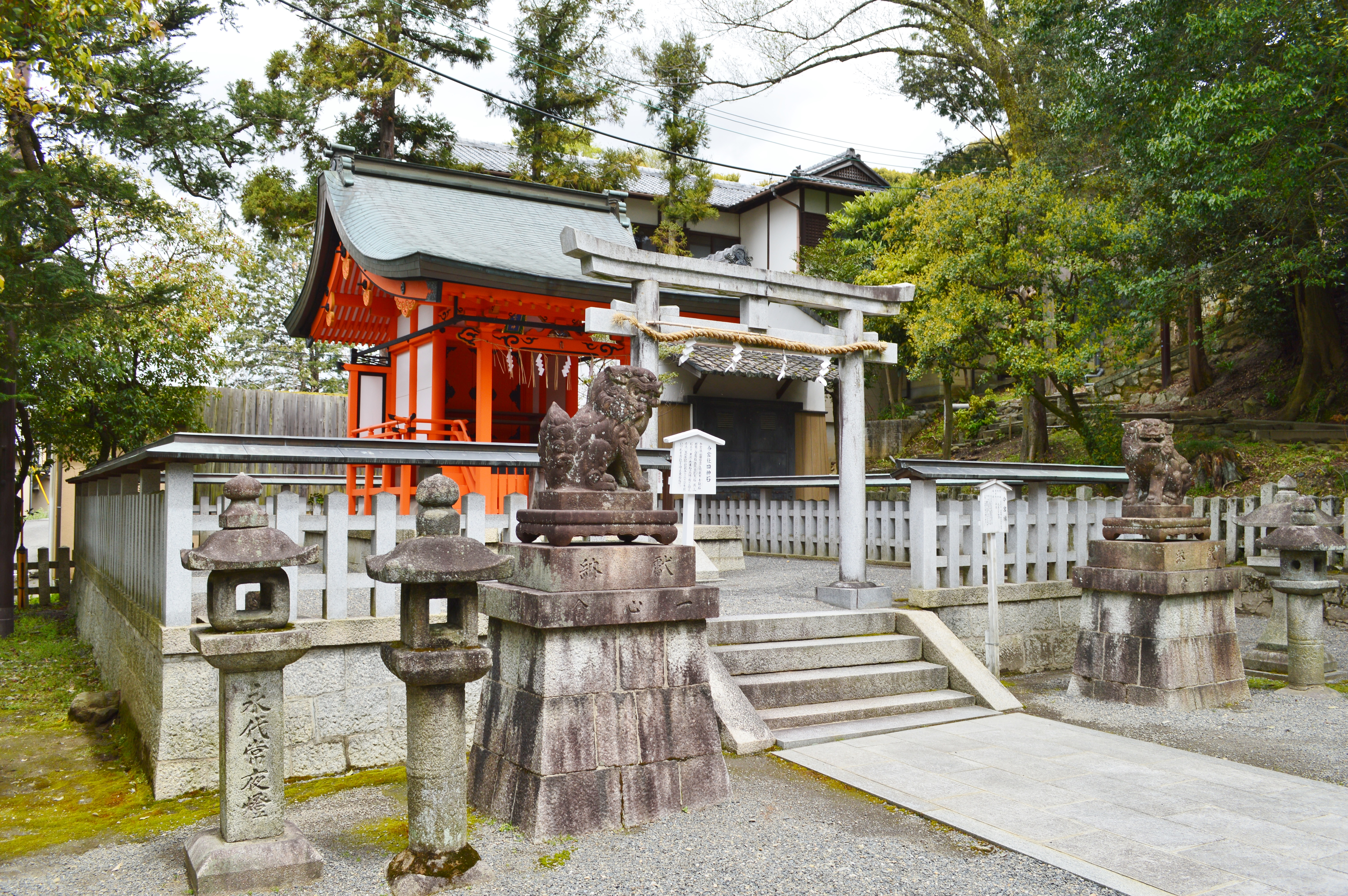
今宮社
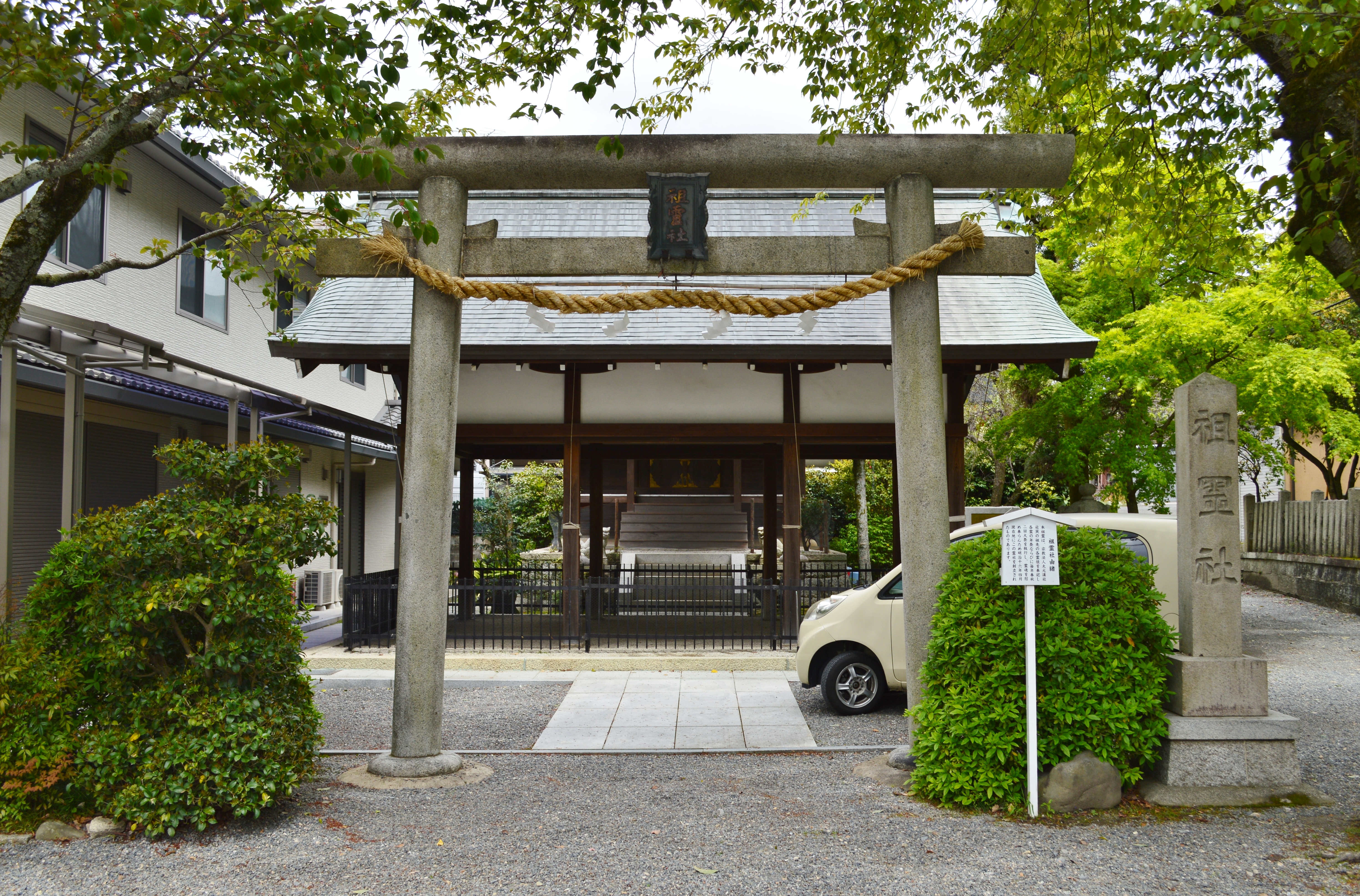
祖霊社
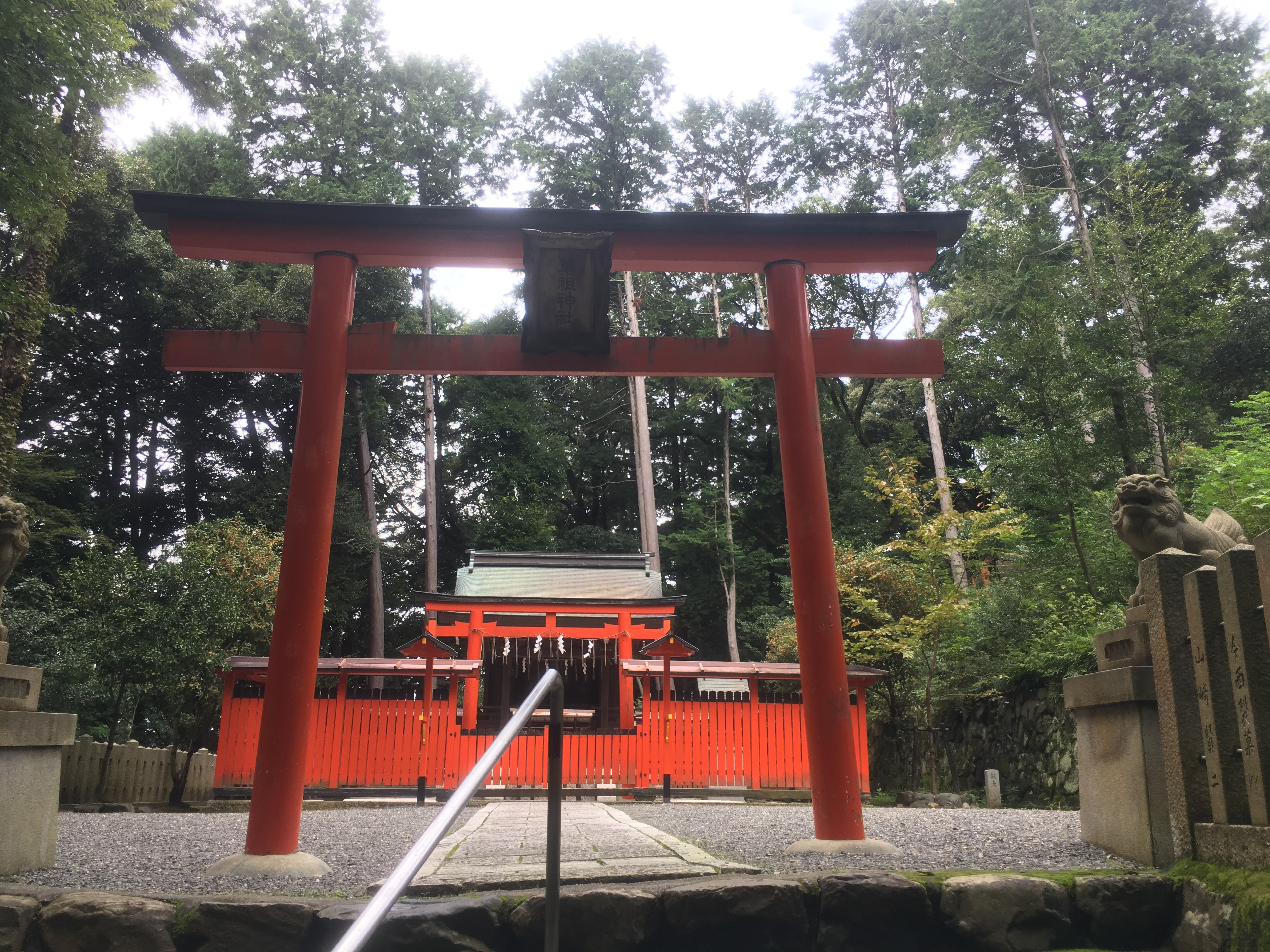
菓祖神社
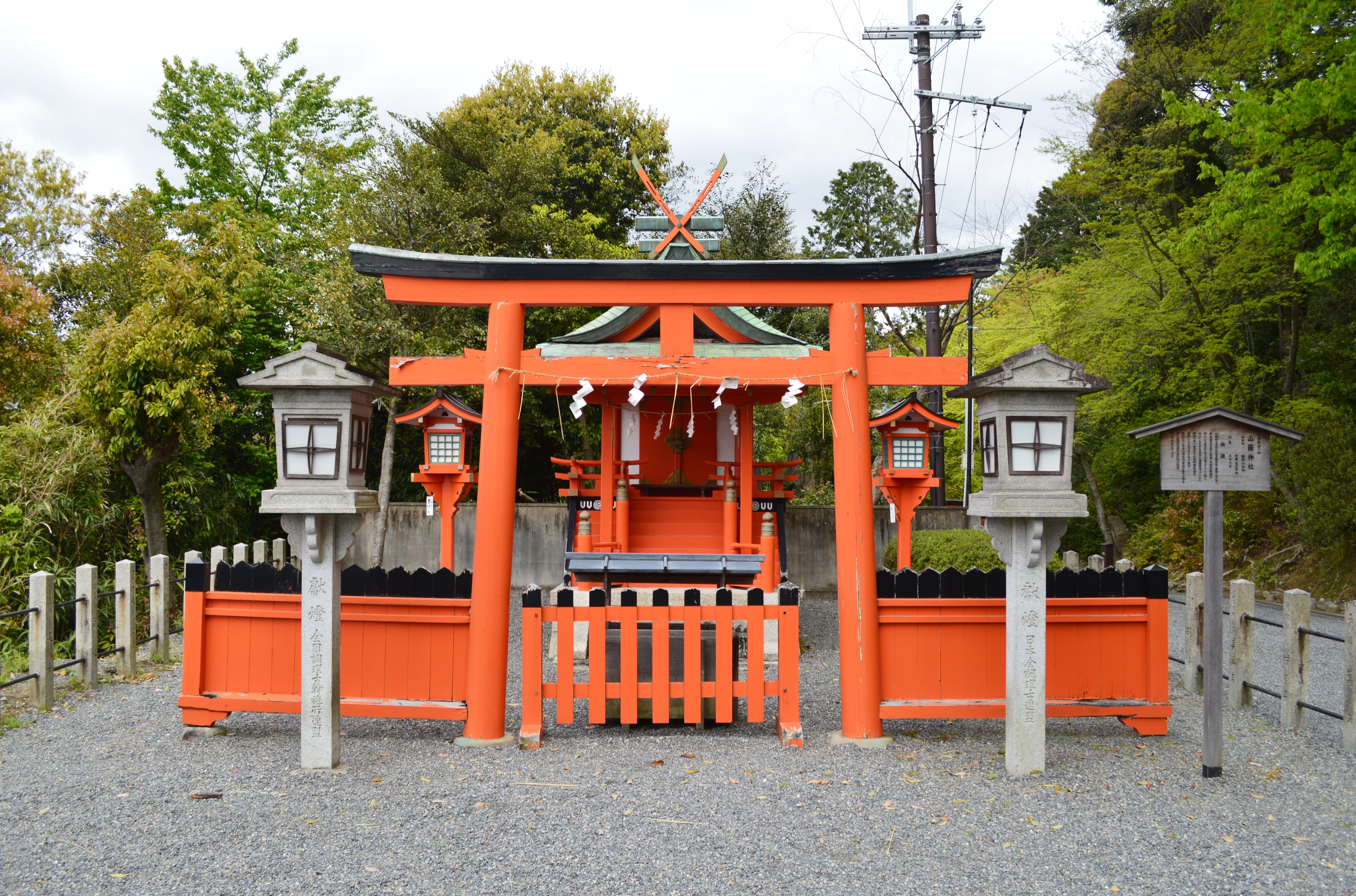
山蔭神社
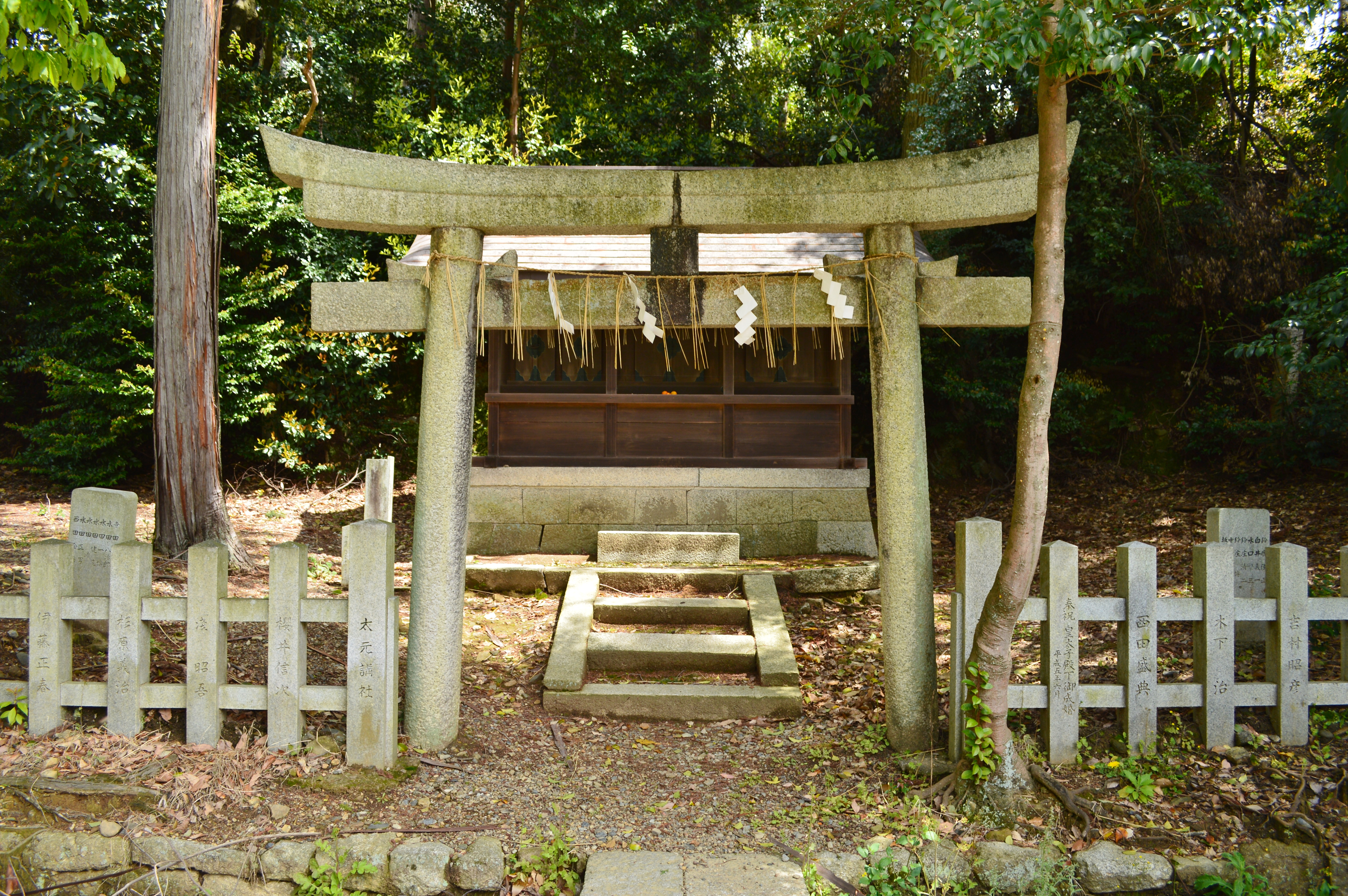
三社社
  - 祭神：吉田兼倶（神龍大神）

永正10年（1513年）に創建。例祭日は2月19日。
- 今宮社
  - 祭神：大己貴神・大雷神・健速須佐之男命

社殿内と境内に、四神を配した石がある。拝殿がある。
- 祖霊社
  - 祭神：講員の祖霊。拝殿がある。
- 菓祖神社
  - 祭神：田道間守命、林浄因命

菓子の神（菓祖）として製菓業者の信仰を集める。
菓子関係功労者の霊を相殿神として祀り、春と秋の2回祭礼が行われる[4]。
- 山蔭神社
  - 祭神：藤原山蔭、相殿：恵比須神

藤原山蔭は吉田神社の創始者で、四条流庖丁道の創始者とされ、自身も料理の神として信仰を受けている。
- 三社社
  - 祭神：多紀理毘売命、狭依毘売命、多岐津毘売命、金山毘古命、金山毘売命、菅原神

元吉田家の邸内に祀られていた家神で、江戸時代末期に吉田神社に移された。
- 竹中稲荷神社
  - 祭神：宇賀御魂神、猿田彦神、天鈿女神。拝殿がある。
  - 竹中稲荷神社境内社
    - 稲荷社、稲荷塚計50基（社）以上
    - 天満宮社 - 祭神：菅原道真
    - 竹劔稲荷神社（奥の院）

もとは独立した神社で天長年間（824年 - 834年）には存在していた。後に吉田神社の末社となった。

- 神龍社
- 今宮社
- 祖霊社
- 菓祖神社
- 山蔭神社
- 三社社

## 主な祭事

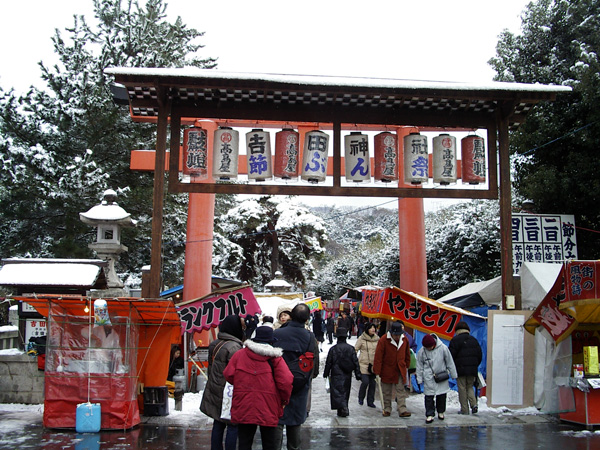
節分大祭

- 節分大祭（2月2日 - 4日）
吉田神社の節分祭は室町時代から行われている京洛の一大行事である。主な祭儀としては疫神祭、追儺式、火炉祭がある。
疫神祭は疫神を祭り、「荒振る事なく山川の清き地に鎮まります」ことを祈る。
追儺式は俗に「鬼やらい」と言われており、疫鬼を追い払い、人々の幸福と平和な生活を願う。
この追儺式は、平安時代に宮中で行われていた「追儺の義」を、神楽岡町の住民らが1928年に復活させたものである[5]。
火炉祭は二ノ鳥居前の八角形の火炉で参拝者が持参した古い神札を焼き上げる[6]。
- 例祭（4月18日）

## 文化財

### 重要文化財
- 斎場所大元宮（建造物）[7]
平面八角形、屋根を入母屋造茅葺とし、背後に平面六角形の後房を付す特異な形式の社殿。造営年代は慶長6年（1601年）と推定される。1902年（明治35年）7月31日、特別保護建造物（文化財保護法下の「重要文化財」に相当）に指定。

### 京都府指定有形文化財
- 吉田神社 9棟（建造物） - 2012年（平成24年）3月23日指定[8]。
  - 本殿 4棟
  - 中門 1棟
  - 東御廊 1棟
  - 西御廊 1棟
  - 摂社若宮社本殿 1棟
  - 末社斎場所中門 1棟

## 前後の札所
神仏霊場巡拝の道
109 慈照寺　-　110 吉田神社　-　111 真正極楽寺（真如堂）

## 現地情報
所在地
- 京都府京都市左京区吉田神楽岡町30番地

交通アクセス
- 鉄道
  - 京阪電鉄 出町柳駅 （徒歩約20分）
- バス
  - 京都市営バス（17・203系統）で「京大農学部前」バス停下車
  - 京都市営バス（31・65・201・206系統）または京阪バス（56・56A号系統）で「京大正門前」バス停下車
- 車
  - 駐車場：有り

周辺
- 吉田幼稚園 - 境内に所在。
- 京都大学吉田キャンパス
- 宗忠神社